# رادیون ناخاپتوف
رادیون رافائیلوویچ ناخاپتوف (روسی: Родион Рафаилович Нахапетов؛ زادهٔ ۲۱ ژانویهٔ ۱۹۴۴) بازیگر، کارگردان فیلم و فیلم‌نامه‌نویس اهل اتحاد جماهیر شوروی است. وی از سال ۱۹۶۴ میلادی تا کنون مشغول فعالیت بوده‌است. وی ساکن لس آنجلس، کالیفرنیا در ایالات متحده آمریکا است.
از فیلم‌ها یا برنامه‌های تلویزیونی که وی در آن نقش داشته‌است، می‌توان به برده عشق اشاره کرد.
وی همچنین برندهٔ جوایزی همچون نشان دوستی، هنرمند مردمی جمهوری شوروی فدراتیو سوسیالیستی روسیه، و جایزه دولتی اتحاد شوروی شده‌است.